# Gianluigi Colalucci
Gianluigi Colalucci (né à Rome en 1929  et mort dans la même ville le 28 mars 2021) est un restaurateur d'art italien. Entre 1980 et 1994, il est notamment le restaurateur en chef de la chapelle Sixtine.

## Biographie

### Jeunesse et formation

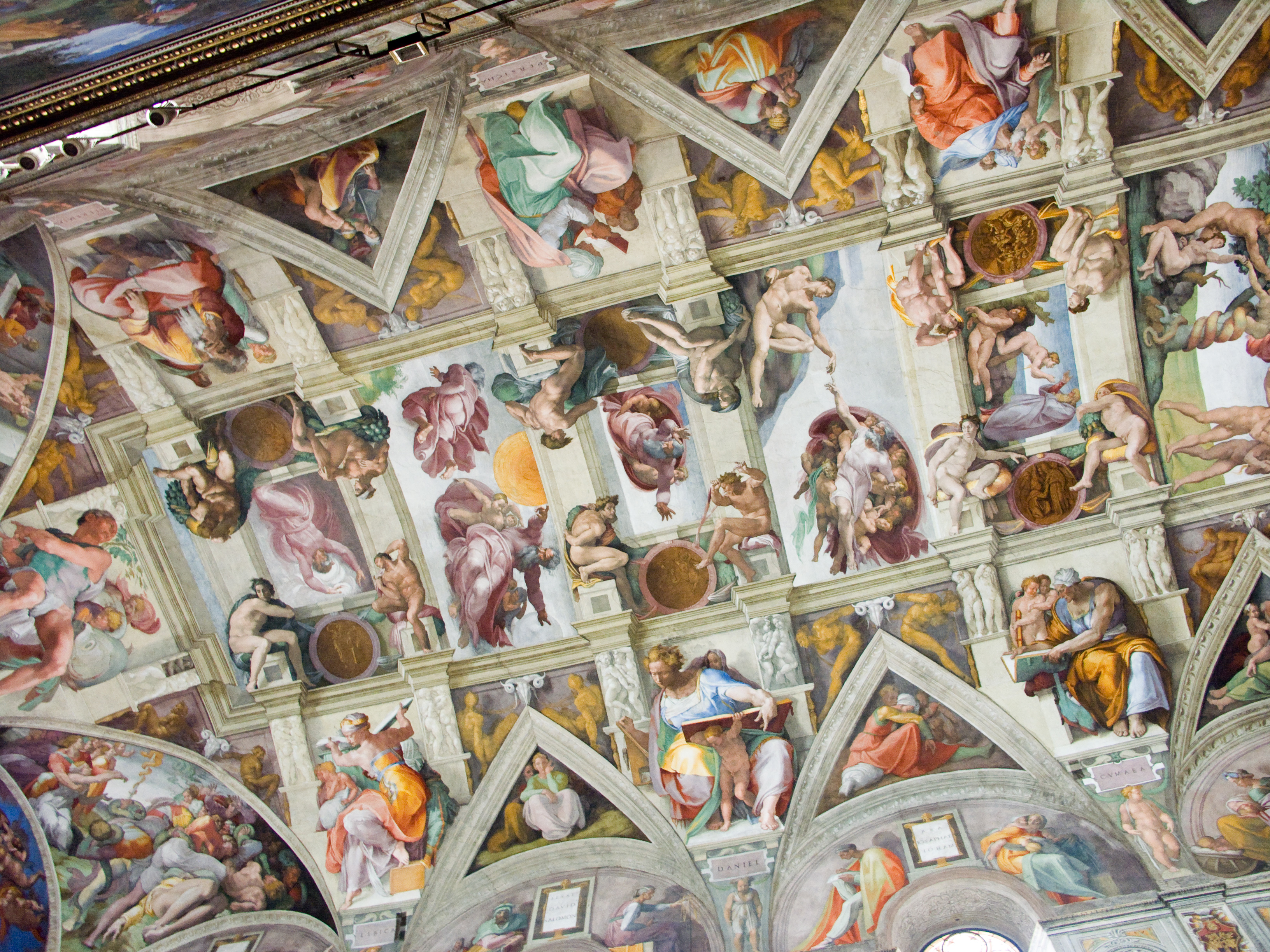
Une section post-restauration du plafond de la chapelle Sixtine.

Gianluigi Colalucci est né à Rome en 1929. 
Élève de Cesare Brandi, il est diplômé en restauration de peinture sur bois, peinture murale et peinture sur toile de l'Institut central de restauration en 1953.

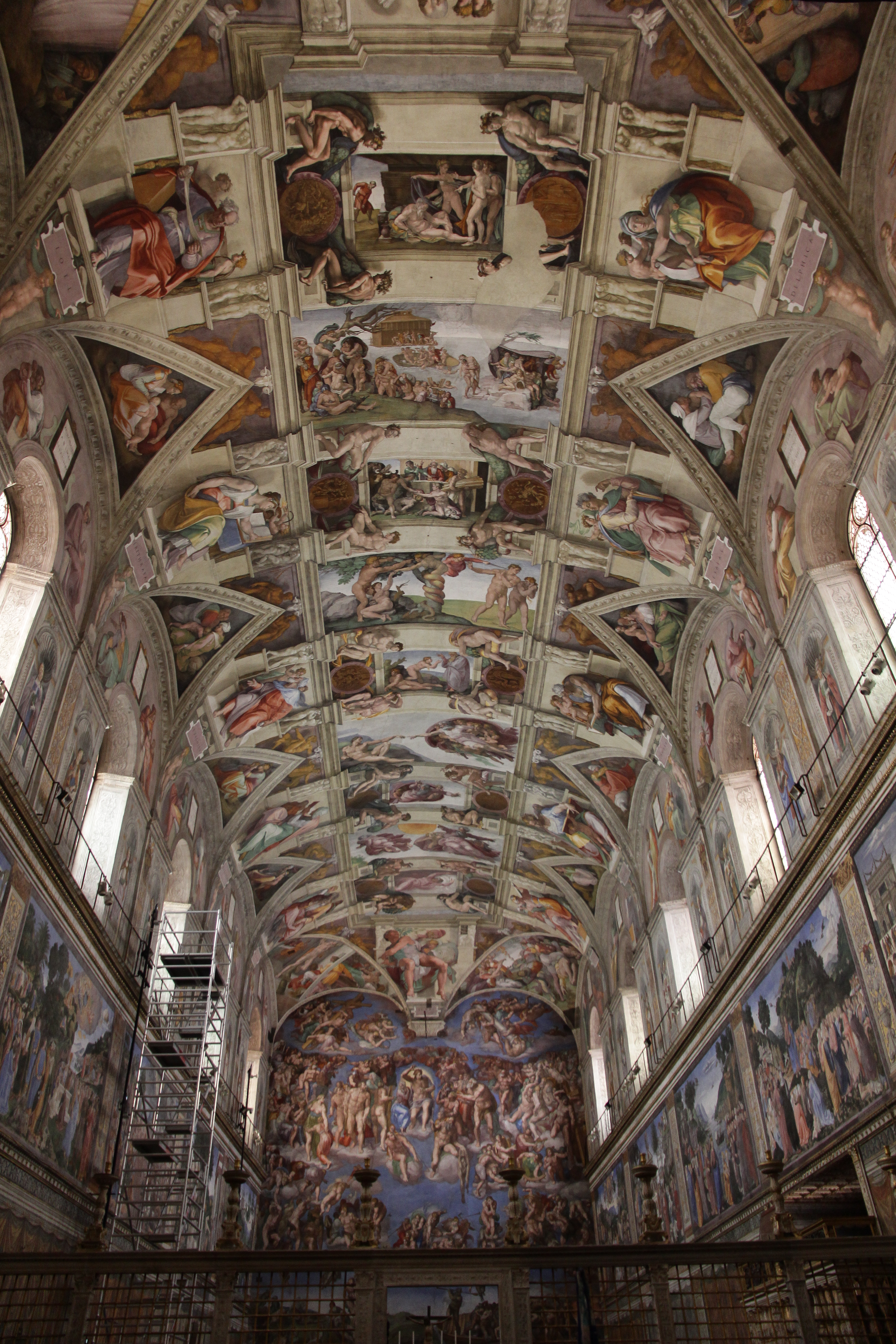
Le plafond de la chapelle Sixtine avec le Jugement dernier au fond de la chapelle.

### Carrière
Il a dirigé la restauration des fresques de la chapelle Sixtine entre 1980 et 1994, enlevant des siècles de fumée et de poussière qui avaient deterioré les fresques. Ses travaux comprenaient la restauration de l'œuvre de Michel-Ange Le Jugement dernier et le plafond voûté de la chapelle Sixtine, les Musées du Vatican attribuant la « splendeur éblouissante » actuelle des œuvres à l'effort de restauration de Gianluigi Colalucci, avec un contributeur de la Queen's Quarterly suggérant que « chaque livre sur Michel-Ange devrait maintenant être réécrit » en raison des couleurs vibrantes qui sont désormais visibles. En plus de l'élimination de la fumée et de la poussière ont été enlevées les feuilles et les branches peintes pour couvrir les organes génitaux des fresques environ trois siècles après le retrait de Michel-Ange,.
Pour son travail de restauration des fresques de la Chapelle Sixtine, il s'est vu attribuer en 1991 le diplôme honorifique de docteur honoris causa de l'université de New York, et le même diplôme en 1995 de l'université polytechnique de Valence. Il était consultant à l'université de Lleida.
Il a écrit plusieurs livres et articles, ainsi que des enseignements sur la restauration de fresques. Il a restauré des œuvres de Raphaël, Giotto, Titien et Buonamico Buffalmacco, entre autres.
Jusqu'à « récemment » avant sa mort, il a continué à donner des conseils sur les efforts de restauration et de conservation relatifs à la chapelle, y compris la salle de Constantin .

### Mort
Gianluigi Colalucci est mort le 28 mars 2021 à l'âge de 92 ans,. Son épouse Daniela et lui se sont vu offrir une visite privée des musées avec la directrice des musées du Vatican Barbara Jatta, « quelques jours seulement » avant sa mort.

## Publications
- (en) Avec Pierluigi De Vecchi, Michelangelo: The Vatican Frescoes, Abbeville Press Inc., 1997, 271 p.  (ISBN 978-0789201423).
- (en) Avec Michael Hirst, Fabrizio Mancinelli et John Shearman, The Sistine Chapel: A Glorious Restoration, Harry N. Abrams, 1998, 272 p.  (ISBN 978-0810981768).
- (it) Io e Michelangelo, 24 Ore Cultura, 2015, 256 p.  (ISBN 978-0789201423).
- (en) Avec Fabrizio Mancinelli et Nazzareno Gabrielli, The last judgement by Michelangelo in the Sistine Chapel, n. d., 32 p.  (ISBN 978-8882710538).